# Bandino Panciatici
Bandino Panciatici (ur. 10 lipca 1629 we Florencji, zm. 21 kwietnia 1718 w Rzymie) – włoski kardynał, krewny papieża Klemensa IX Rospigliosi.

## Życiorys
Studiował na uniwersytecie w Pizie uzyskując tytuł doktora praw. W 1667 przyjął święcenia kapłańskie. Sekretarz Św. Kongregacji ds. Biskupów i Zakonów 1686–1689, następnie pro-datariusz papieży Aleksandra VIII (1689–1691) i Innocentego XII (1691–1700). W 1689 został tytularnym patriarchą Jerozolimy, a w 1690 kardynałem u Św Tomasza w Parione (Rzym). Na konklawe 1700 był jednym z kandydatów do tiary. Wybrany wówczas papież Klemens XI oferował mu stanowisko sekretarza stanu, ale odmówił ze względu na zaawansowany wiek. Zrezygnował też wówczas z kierowania Datarium. Prefekt Św. Kongregacji Soboru Trydenckiego 1700–1718. Zmarł w swojej rezydencji w Palazzo Bolognetti, ale jego szczątki spoczęły w kościele Santa Maria Novella w rodzinnej Florencji.